# Clinical Neurophysiology
Clinical Neurophysiology est une revue médicale mensuelle à comité de lecture publiée par Elsevier. Elle est créée en 1949 sous le nom d'Electroencephalography and Clinical Neurophysiology et prend son titre actuel en 1999. La revue couvre tous les aspects de la disciple éponyme, la neurophysiologie clinique, en particulier la physiopathologie des maladies du système nerveux périphérique et central.
C'est le journal officiel de la Fédération internationale de neurophysiologie clinique, de la Société brésilienne de neurophysiologie clinique, de la Société tchèque de neurophysiologie clinique, de la Société italienne de neurophysiologie clinique et de la Société internationale de neurophysiologie peropératoire.

## Résumé et indexation
La revue est résumée et indexée dans :
- BIOSIS Previews (en)[1]
- Chemical Abstracts
- Current Contents/Clinical Medicine
- Current Contents/Life Sciences[1]
- Index Medicus/MEDLINE/PubMed[2]
- Science Citation Index[1]
- Embase
- Neuroscience Citation Index (en)
- PASCAL
- Elsevier BIOBASE (en)/Current Awareness in Biological Sciences
- Scopus

Selon le Journal Citation Reports, la revue avait un facteur d'impact de 3,614 en 2017.